# ينز سكو
ينز سكو  (بالدنماركية: Jens Christian Skou)‏، هو طبيب وكيميائي دانماركي ولد في 8 أكتوبر 1918. درس الطب غي جامعة كوبنهاغن وتخرج سنة 1944. تحصل على الدكتوراه سنة 1954 في معهد الفيزيولوجيا بجامعة ارهوس وأصبح بروفسور فيزيولوجيا فيها سنة 1963. حصل على جائزة نوبل في الكيمياء لسنة 1997 مشاركتة مع بول بوير وجون ووكر لاكتشافهم مضخة الصوديوم والبوتاسيوم.

## حياته
ولد ينز لعائلة ثرية تعيش في مدينة ليمفي الواقعة في الجزء الغربي من الدينمارك ،وكان الأكبر بين أخوته الثلاثة، توفي والده بالتهاب رئوي وهو في الثانية عشرة من عمره فتولت أمه إدارة تجارة العائلة إلى جانب تربية الأطفال وذلك بمساعدة من عمه، ارسلته والدته لمدرسة داخلية وهو في الخامسة عشرة وبقي فيها لثلاثة سنوات حتى أكمل دراسته الثانوية

## روابط خارجية
- ينز سكو على موقع الموسوعة البريطانية (الإنجليزية)
- ينز سكو على موقع مونزينجر (الألمانية)
- ينز سكو على موقع إن إن دي بي (الإنجليزية)